# Мисс США 2019
Мисс США 2019 (англ. Miss USA 2019) — 68-й национальный конкурс красоты Мисс США. Проводился 2 мая 2019 года в Grand Sierra Resort, Рино, штат Невада. Ник Лаше и Ванесса Лаше стали ведущими вечера, а Лу Сьерра стала комментатором во второй раз подряд Кроме того, выступали T-Pain и Ник Лаше.
Сара Роуз Саммерс передала корону новой победительнице Чесли Крист. Крист представляла США на международном конкурсе красоты Мисс Вселенная 2019 и вошла в Топ 10.
Конкурс 2019 года проводился параллельно с другим конкурсом Юная мисс США 2019.
В последний раз конкурс красоты транслировался на телеканале «Fox».

## Закулисье

### Локация

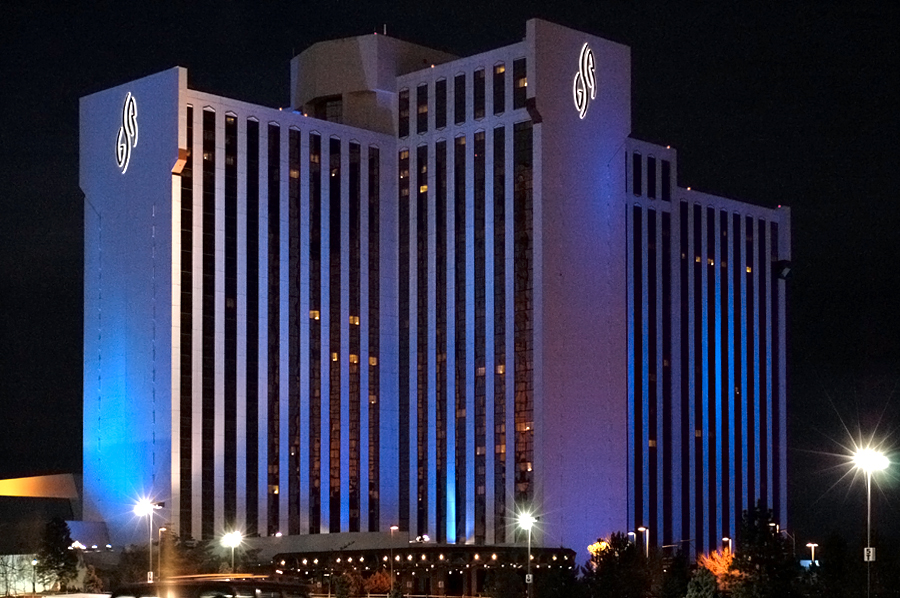
«Grand Sierra Resort» в Рино, место проведения конкурса красоты.

28 марта 2019 года, организаторы заявили, что национальный конкурс будет проводиться 2 мая в «Grand Sierra Resort», Рино, штат Невада. Вскоре, было заявлено, что ведущими будут Ник Лаше и Ванесса Лаше.
После объявления о выборе города Рино в качестве принимающего места проведения. Организаторы объявили, что изначально планировали провести соревнование в Гонолулу. Управление по туризму Гавайев отказало в проведении конкурса из-за финансовых проблем, но заинтересованы в проведении конкурса красоты в 2020 году.

### Отбор участников
Участницы из 50 штатов и Округ Колумбия выбирались с августа 2018 года по январь 2019 года. Первый штат, где прошёл местный отборочный конкурс стала Аляска, 4 августа 2018 года, а последним стали штаты Калифорния, Кентукки и Нью-Мексико. Все они проводились 27 иняваря 2019 года. Семь из конкурсанток принимали участие в конкурсе красоты для девушек-подростков Юная мисс США, трое в Мисс Америка и две в «Miss America's Outstanding Teen».

## Результаты

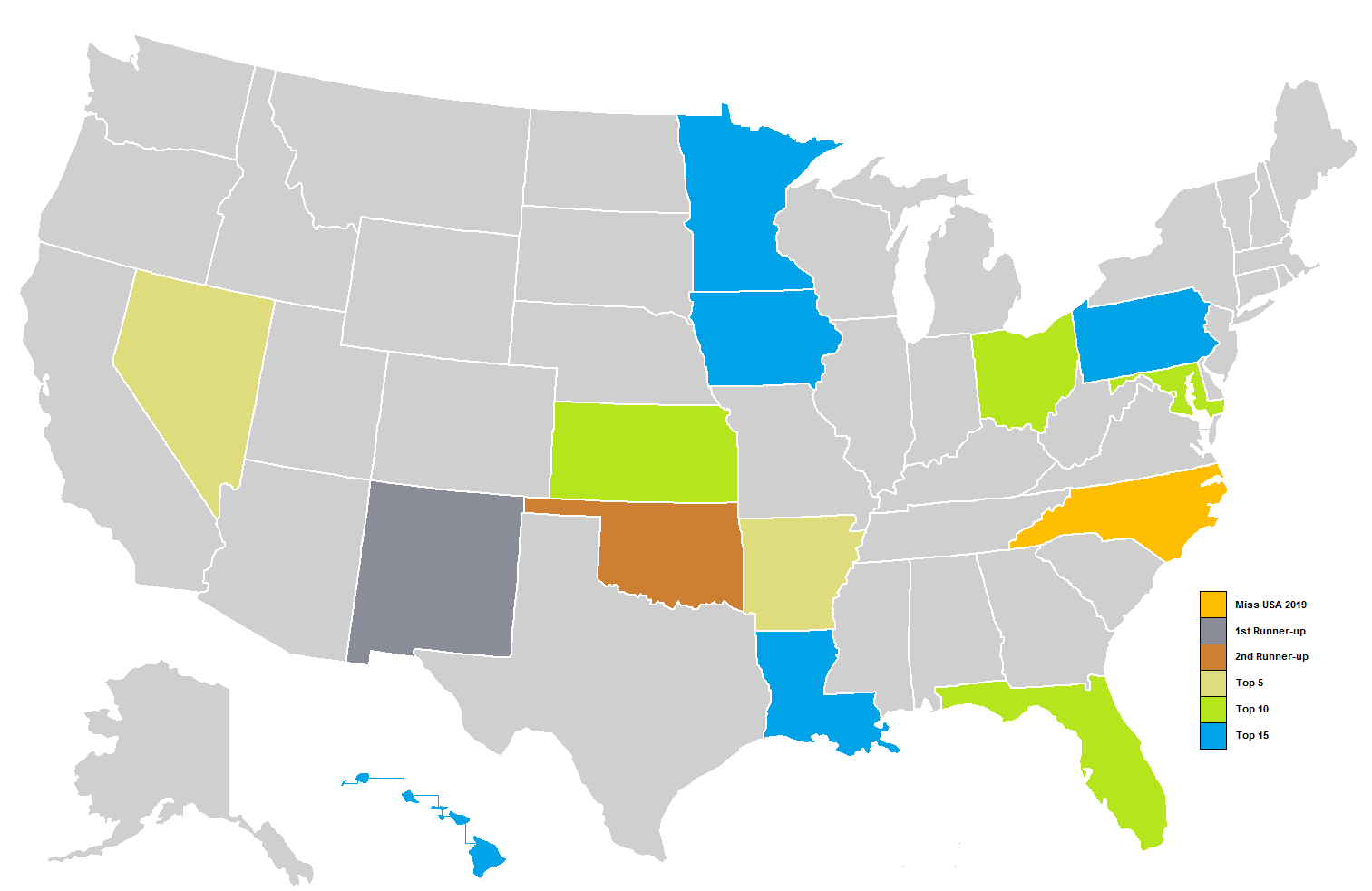
Результаты Мисс США 2019

| Итоговый результат | Участница |
| ------------------ | --- |
| Мисс США 2019      | - Северная Каролина — Чесли Крист |
| 1-я Вице мисс      | - Нью-Мексико — Алехандра Гонзалес |
| 2-я Вице мисс      | - Оклахома — Триана Браун |
| Топ 5              | - Арканзас — Саванна Скидмор - Невада — Тианна Туамхелоа                                                                                                  |
| Топ 10             | - Канзас — Алисса Клинзинг - Мэриленд — Мариела Пепин - Огайо — Элис Магото - Вашингтон (округ Колумбия) — Корделия Краншау - Флорида — Николетт Дженингс |
| Топ 15             | - Айова — Бейли Дрезек - Гавайи — Лейси Чой - Луизиана — Виктория Пол - Миннесота — Кот Стэнли - Пенсильвания — Кайлин Мари Перез                         |

### Специальные награды
| Мисс Конгениальность | - Индиана – Тейт Фритчли |

## Конкурс

### Предварительный тур
Перед финальным мероприятием, конкурсантки приняли участие в предварительном туре, в котором были — частное интервью с судьями и презентационное шоу, где они участвовали в выходе купальных костюмах и вечерних платьях. Данный тур состоялся 29 апреля в «Grand Sierra Resort» в Рено-Тахо, ведущими стали Джефф Томпсон и Сара Роуз Саммерс.

### Финалы
Формат проведения остался с такой же программой, как и в прошлом году. В финале соревнования Топ 15 участвовали выходили в купальных костюмах, Топ 10 выходили в вечерних платьях. Топ 5 участвовали в туре с вопросами от участниц, которые выбыли из Топ 15, последние три участницы соревновались в итоговом туре с вопросами и выходе на подиум. Победительница была определена составом жюри.

### Судьи
- Николь Фельд – бизнес-леди, продюсер и вице-президент Feld Entertainment[англ.][10]
- Ким Каупе – бизнес-леди и сооснователь «The Superfan Company»[11]
- Деми-Лей Нель-Петерс – победительница Мисс Вселенная 2017[12]
- Уконва Одзё – руководитель отдела маркетинга CoverGirl[англ.], Rimmel и Вера Вонг[13]
- Эми Палмер – journalist and media entrepreneur[14]
- Дениз Киньонес – победительница Мисс Вселенная 2001[15]
- Хиллари Шив[англ.] – политик и мэр город Рино[16]
- Патрисия Саутхолл[англ.] – филантроп и «Мисс Виргиния 1994»[17]

## Участницы
Список участниц:
| Штат                       | Участница          | Возраст | Рост | Родной город/регион | Место         | Примечание |
| -------------------------- | ------------------ | ------- | ---- | ------------------- | ------------- | --- |
| Айдахо                     | Шелби Браун        | 25      | 173  | Бойсе               |               | |
| Айова                      | Бейли Дрезек       | 21      | 175  | Давенпорт           | Топ 15        | |
| Алабама                    | Ханна МакМерфи     | 21      | 173  | Таскалуса           |               | |
| Аляска                     | Джоэллен Уолтерс   | 25      | 170  | Игл-Ривер           |               | |
| Аризона                    | Саванна Уикс       | 23      | 178  | Парадайз-Вэлли      |               | В прошлом «Юная мисс Аризона 2014»                                                                                               |
| Арканзас                   | Саванна Скидмор    | 24      | 173  | Калико-Рок          | Топ 5         | В прошлом «Мисс Арканзас 2016»                                                                                                   |
| Вайоминг                   | Аддисон Триш       | 19      | 170  | Джиллетт            |               | В прошлом «Miss Wyoming's Outstanding Teen 2014»                                                                                 |
| Вашингтон                  | Эвелин Кларк       | 27      | 178  | Катламет            |               | |
| Вермонт                    | Бетани Гарроу      | 20      | 175  | Ратленд             |               | |
| Виргиния                   | Кортни Линн Смитс  | 22      | 175  | Вудбридж            |               | В прошлом «Юная мисс Джорджия 2012»                                                                                              |
| Висконсин                  | Даника Трамбург    | 22      | 175  | Хубертус            |               | |
| Гавайи                     | Лейси Чой          | 20      | 165  | Гонолулу            | Топ 15        | |
| Делавэр                    | Джолиза Копман     | 24      | 180  | Миддлтаун           |               | |
| Джорджия                   | Катерина Розмайзл  | 21      | 178  | Атланта             |               | |
| Западная Виргиния          | Хейли Холлоуэй     | 24      | 175  | Моргантаун          |               | В прошлом «Юная мисс Западная Виргиния 2013»                                                                                     |
| Иллинойс                   | Александра Плотц   | 24      | 178  | Дженива             |               | В прошлом «Юная мисс Иллинойс 2012» Позже «Мисс мира Иллинойс 2019»                                                              |
| Индиана                    | Тейт Фритчли       | 21      | 163  | Эвансвилл           |               | |
| Калифорния                 | Эрика Данн         | 27      | 173  | Сан-Франциско       |               | |
| Канзас                     | Алисса Клинзинг    | 21      | 173  | Олейте              | Топ 10        | В прошлом «Юная мисс Канзас 2013» Позже «Мисс мира Калифорния 2021»                                                              |
| Кентукки                   | Джордан Вайтер     | 22      | 173  | Луисвилл            |               | |
| Колорадо                   | Мэдисон Доренкамп  | 26      | 175  | Ламар               |               | |
| Коннектикут                | Акация Кортни      | 26      | 170  | Хамден              |               | В прошлом «Miss Connecticut's Outstanding Teen 2009» В прошлом «Мисс Коннектикут 2014»                                           |
| Луизиана                   | Виктория Пол       | 26      | 168  | Александрия         | Топ 15        | Участница 24 сезона реалити-шоу Холостяк                                                                                         |
| Массачусетс                | Келли О'Грэйди     | 28      | 170  | Бостон              |               | |
| Миннесота                  | Кэт Стэнли         | 23      | 168  | Блумингтон          | Топ 15        | В прошлом «Юная мисс Миннесота 2014»                                                                                             |
| Миссисипи                  | Мадлен Оверби      | 21      | 180  | Колумбус            |               | Бывшая участница черлидерской команд «New Orleans Saintsation»                                                                   |
| Миссури                    | Мирия Джо Людтке   | 25      | 175  | Сент-Луис           |               | |
| Мичиган                    | Алис Мадей         | 26      | 168  | Гарден-Сити         |               | |
| Монтана                    | Грейс Цицер        | 27      | 178  | Диллон              |               | |
| Мэн                        | Лекси Элстон       | 23      | 173  | Уиндем              |               | |
| Мэриленд                   | Мариела Пепин      | 23      | 165  | Сиверн              | Топ 10        | В прошлом «Юная мисс Мэриленд 2014» Вошла в Топ 10 на конкурсе «Мисс мира Америка 2017» Участница 25 сезона реалити-шоу Холостяк |
| Небраска                   | Лекс Наджарян      | 25      | 175  | Линкольн            |               | |
| Невада                     | Тианна Туамохелоа  | 26      | 175  | Лас-Вегас           | Топ 5         | |
| Нью-Гэмпшир                | Алексис Чинн       | 22      | 175  | Манчестер           |               | |
| Нью-Джерси                 | Маня Саарасват     | 21      | 168  | Марлборо            |               | Позже «Мисс мира Пенсильвания 2020»                                                                                              |
| Нью-Йорк                   | Флоринда Кайтази   | 27      | 175  | Йонкерс             |               | |
| Нью-Мексико                | Алехандра Гонсалес | 26      | 175  | Лас-Крусес          | 1-я Вице мисс | |
| Огайо                      | Элис Магото        | 21      | 170  | Цинциннати          | Топ 10        | В прошлом «Мисс Огайо 2016» |
| Оклахома                   | Триана Браун       | 26      | 173  | Талса               | 2-я Вице мисс | В прошлом «Мисс Оклахома 2017»                                                                                                   |
| Вашингтон (округ Колумбия) | Корделия Краншоу   | 26      | 165  | Вашингтон           | Топ 10        | |
| Орегон                     | Натали Тоннесон    | 28      | 175  | Портленд            |               | |
| Пенсильвания               | Кайлин Мари Перес  | 27      | 180  | Кэмп-Хилл           | Топ 15        | В прошлом «Мисс мира Флорида 2015»                                                                                               |
| Род-Айленд                 | Николь Паллоцци    | 23      | 168  | Провиденс           |               | |
| Северная Дакота            | Саманта Реддинг    | 22      | 175  | Берлингтон          |               | |
| Северная Каролина          | Чесли Крист        | 28      | 168  | Шарлотт             | Мисс США 2019 | |
| Теннесси                   | Савана Ходж        | 25      | 173  | Нашвилл             |               | |
| Техас                      | Алайя Бенавидес    | 23      | 170  | Сан-Антонио         |               | В прошлом «Мисс Соединённые Штаты» Участница 24 сезона реалити-шоу Холостяк                                                      |
| Флорида                    | Николетт Дженнингс | 22      | 175  | Клируотер           | Топ 10        | |
| Южная Дакота               | Эбигейл Мершман    | 22      | 175  | Су-Фолс             |               | |
| Южная Каролина             | Макензи Дивина     | 21      | 173  | Клемсон             |               | |
| Юта                        | Аманда Рене Жиру   | 23      | 163  | Солт-Лейк-Сити      |               | |

## Заметка
1. ↑  Саванна Скидмор, обладательница «Мисс Арканзас», унаследовала титул после победы Сэвви Шилдс в конкурсе красоты «Мисс Америка 2017».
2. ↑  Возраст на момент участия